# Plouigneau
Plouigneau [pluiɲo] (bretonisch Plouigno) ist eine französische Gemeinde mit 5.039 Einwohnern (Stand 1. Januar 2022) im Département Finistère in der Region Bretagne. Sie gehört zum Arrondissement Morlaix und zum Kanton Plouigneau.
Sie entstand als namensgleiche Commune nouvelle mit Wirkung vom 1. Januar 2019 durch die Zusammenlegung der bisherigen Gemeinden Plouigneau und Le Ponthou, die in der neuen Gemeinde den Status einer Commune déléguée haben. Der Verwaltungssitz befindet sich im Ort Plouigneau.
Der Menhir von Creac’h Edern steht am Rande der Straße „Route de Kerscoff“ in Plouigneau.

## Gliederung

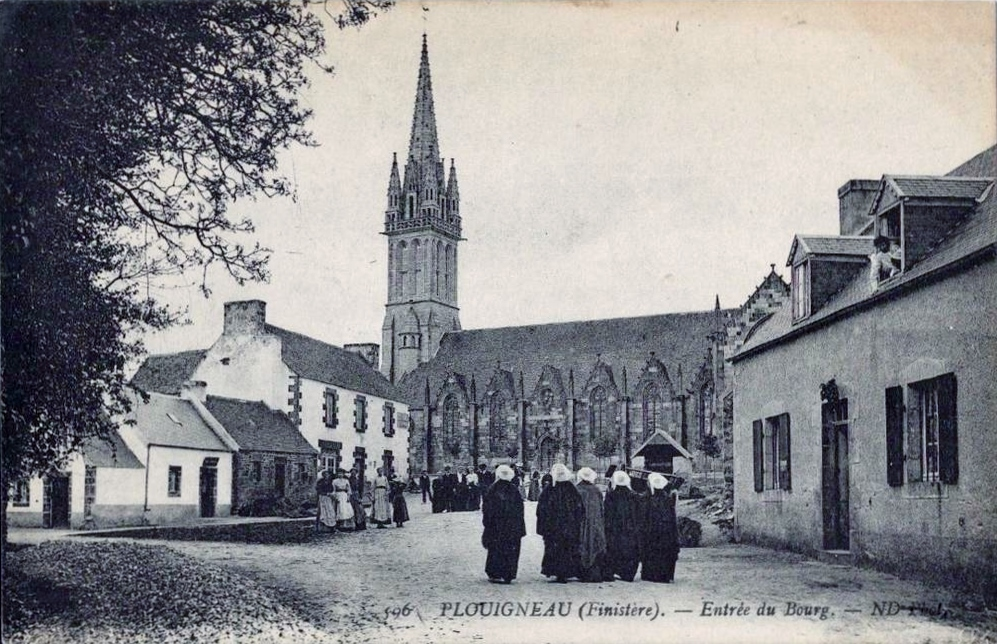
Heutige Rue du 11 Novembre und Kirche Saint-Ignace (um 1900)

| Ortsteil                     | ehemaliger INSEE-Code | Fläche (km²) | Einwohnerzahl zum 1. Januar 2022 |
| ---------------------------- | --------------------- | ------------ | -------------------------------- |
| Plouigneau (Verwaltungssitz) | 29199                 | 63,48        | 4.898                            |
| Le Ponthou                   | 29219                 | 01,34        | .0141                            |

## Geographie
Die Gemeinde liegt rund zwölf Kilometer östlich von Morlaix. Die Flüsse Dourduff im Norden, Douron im Osten und Tromorgant im Westen entwässern zum Ärmelkanal.
Nachbargemeinden sind: Lanmeur im Norden, Plouégat-Guérand und Trémel im Nordosten, Plouégat-Moysan im Osten, Botsorhel im Südosten, Lannéanou im Süden, Plougonven im Südwesten, Morlaix im Westen und Garlan im Nordwesten.

## Sehenswürdigkeiten

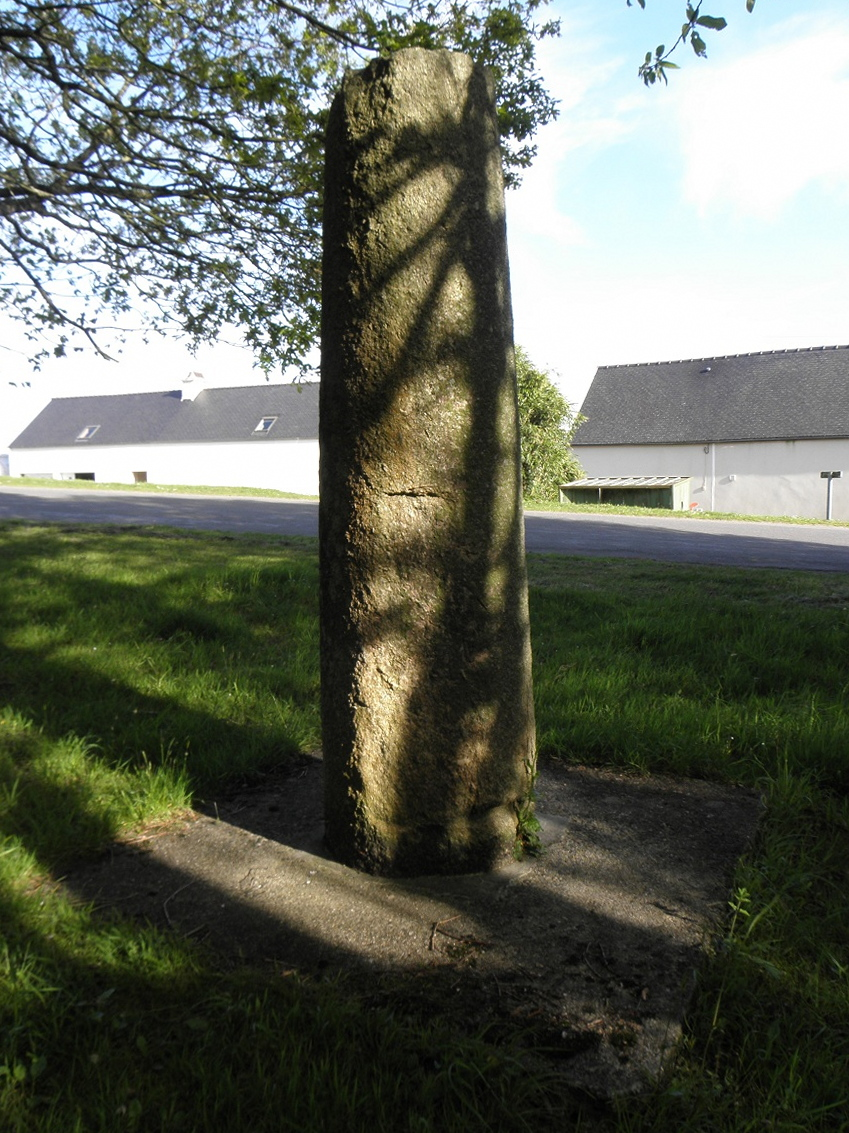
Stele von Croas ar Peulven

Siehe: Liste der Monuments historiques in Plouigneau
Die Stèle von Croas ar Peulven ist wahrscheinlich eine von den Römern wiederverwendete protohistorische Stele an der Rue d’Encremer in Plouigneau.

## Verkehr
Plouigneau hat eine Bahnstation an der Bahnstrecke Paris–Brest, die von Regionalzügen des TER Bretagne bedient wird. Das Gemeindegebiet wird von der autobahnähnlich ausgebauten Nationalstraße N 12 durchquert, deren ehemaliger Verlauf durch den Ort wurde zwischen Morlaix und Guingamp zur Departementsstraße D 712 abgestuft.

## Partnerschaften
Plouigneau verbindet eine Partnerschaft mit dem Ortsteil Bedernau der Gemeinde Breitenbrunn im bayerischen Schwaben.